# Bavu
À ne pas confondre avec l'acronyme BAVU désignant un ballon autoremplisseur à valve unidirectionnelle, un instrument médical utilisé pour insuffler de l'air à un patient en arrêt respiratoire.
Pour plus de détails, voir Fiche technique et Distribution.
Bavu est un film américain réalisé par Stuart Paton, sorti en 1923.

## Fiche technique
- Titre : Bavu
- Réalisation : Stuart Paton
- Scénario : Albert Kenyon et Raymond L. Schrock d'après la pièce The Attic of Felix Bavu d'Earl Carroll
- Photographie : Allen M. Davey
- Société de production : Universal Pictures
- Pays de production : États-Unis
- Format : Noir et blanc - 1,33:1 - Film muet
- Genre : drame
- Date de sortie : 1923

## Distribution

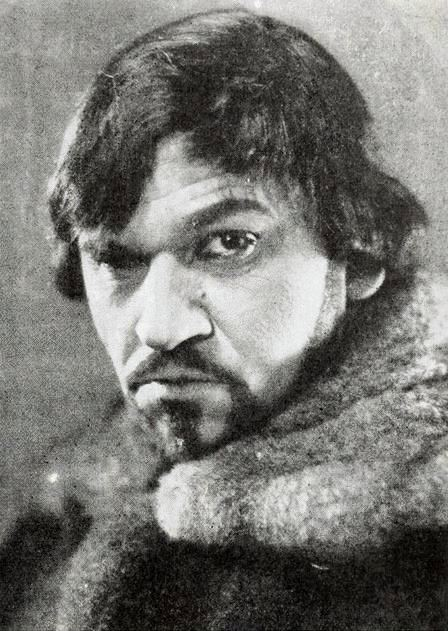
Wallace Beery dans le rôle de Bavu.

- Wallace Beery : Felix Bavu
- Estelle Taylor : Princess Annia
- Forrest Stanley : Mischa Vleck
- Sylvia Breamer : Olga Stropik
- Josef Swickard : Prince Markoff
- Nick De Ruiz : Kuroff
- Martha Mattox : Piplette
- Harry Carter (en) : Shadow